# Serie A2 2010-2011 (calcio femminile)
La Serie A2 2010-2011 è stata la nona edizione della Serie A2, la seconda serie del campionato italiano femminile di calcio. Il Milan e il Riviera di Romagna hanno vinto i rispettivi gironi e sono stati promossi in Serie A. Il Como 2000 è stato in seguito promosso in Serie A a completamento organico.

## Stagione

### Novità
Dalla Serie A2 2009-2010 sono state promosse in Serie A Mozzanica, Upea Orlandia 97, Südtirol Vintl Damen e Firenze, mentre dalla Serie A 2009-2010 sono stati retrocessi in Serie A2 Atalanta e Fiammamonza. Dalla Serie B 2009-2010 sono state promosse in Serie A2 Multedo, Exto Schio 06, Imolese e Marsala, che prendono il posto della retrocessa Trento e dell'esclusa Sezze.
Prima dell'inizio del campionato ci sono stati i seguenti cambi di denominazione:
- da A.S.D. Carpisa Yamamay Napoli ad A.S.D. Napoli C.F. e altro di Napoli,
- da A.S.D. C.F. Marsala ad A.S.D. Enodoro Marsala di Marsala,
- da A.S.D. Multedo C.F. ad A.S.D. Sestrese Multedo C.F. di Genova,

e le seguenti fusione di più società:
- A.C.F.D. CMC Dinamo Ravenna di Ravenna e A.S.D. Cervia C.F. di Cervia in A.S.D. Riviera di Romagna con sede a Cervia (n. matricola FIGC 932445),
- A.S. Fiammamonza Dilettante e A.S.I. Monza (entrambe di Monza) in A.S.D. Fiammamonza 1970 con sede a Monza (n. matricola FIGC 932447),
- A.C.F.D. Graphistudio Campagna di Maniago e A.S.D. Ceconi Pordenone di Pordenone in A.C.F.D. Graphistudio Pordenone con sede a Pordenone (n. matricola FIGC 932446).

Hanno rinunciato al campionato di Serie A2 2010-2011 l'Ariete, l'E.D.P. Jesina e il Pisa. Di conseguenza, a completamento organico, l'Olbia è stato riammesso in Serie A2, mentre dalla Serie B sono stati ripescati il Cuneo San Rocco, la Juventus Torino, il Vicenza e il Pink Sport Time.

### Formula
Le 24 squadre partecipanti sono state divise in due gironi da 12 squadre ciascuno. Nei due gironi le squadre si affrontano in un girone all'italiana con partite di andata e ritorno per un totale di 22 giornate. La prima classificata di ciascun girone è promossa in Serie A. L'ultima squadra di ognuno dei due gironi è retrocessa in Serie C.

## Girone A

### Squadre partecipanti
| Club                                    | Città       | Stagione 2009-2010      |
| --------------------------------------- | ----------- | ----------------------- |
| A.C.F. Alessandria                      | Alessandria | 8º posto in Serie A2/A  |
| A.C.D. C.F. Allservicesystem Oristano   | Oristano    | 8º posto in Serie A2/B  |
| P.C.A. Atalanta Femminile               | Bergamo     | 11º posto in Serie A    |
| F.C.F. Como 2000 A.S.D.                 | Como        | 7º posto in Serie A2/A  |
| A.C.P. Cuneo San Rocco Femminile        | Cuneo       | 4º posto in Serie B/A   |
| A.S.D. Entella Femminile Chiavari       | Chiavari    | 10º posto in Serie A2/A |
| A.S.D. Fiammamonza 1970                 | Monza       | 12º posto in Serie A    |
| A.S.D.F. Juventus Torino Calcio Ragazze | Torino      | 2º posto in Serie B/A   |
| A.C.F. Milan                            | Milano      | 4º posto in Serie A2/A  |
| A.S.D. Olbia C.F.                       | Olbia       | 11º posto in Serie A2/B |
| A.S.D. Sestrese Multedo C.F.            | Genova      | 1º posto in Serie B/A   |
| F.C.F. Tradate Abbiate                  | Tradate     | 6º posto in Serie A2/A  |

### Classifica finale
|  | Pos. | Squadra                   | Pt | G  | V  | N | P  | GF | GS | DR  |
|  | ---- | ------------------------- | -- | -- | -- | - | -- | -- | -- | --- |
|  | 1.   | ACF Milan                 | 52 | 22 | 17 | 1 | 4  | 57 | 16 | +41 |
|  | 2.   | Como 2000                 | 52 | 22 | 16 | 4 | 2  | 62 | 15 | +47 |
|  | 3.   | Sestrese Multedo          | 42 | 22 | 13 | 3 | 6  | 40 | 21 | +19 |
|  | 4.   | Atalanta                  | 38 | 22 | 12 | 2 | 8  | 53 | 36 | +17 |
|  | 5.   | Alessandria               | 36 | 22 | 11 | 3 | 8  | 30 | 34 | -4  |
|  | 6.   | Allservicesystem Oristano | 28 | 22 | 8  | 4 | 10 | 31 | 43 | -12 |
|  | 7.   | Cuneo San Rocco           | 27 | 22 | 8  | 3 | 11 | 39 | 37 | +2  |
|  | 8.   | Tradate Abbiate           | 24 | 22 | 7  | 3 | 12 | 27 | 40 | -13 |
|  | 9.   | Juventus Torino           | 24 | 22 | 7  | 3 | 12 | 23 | 49 | -26 |
|  | 10.  | Fiamma Monza              | 21 | 22 | 6  | 3 | 13 | 30 | 43 | -13 |
|  | 11.  | Olbia (-1)                | 21 | 22 | 6  | 4 | 12 | 27 | 40 | -13 |
|  | 12.  | Entella                   | 13 | 22 | 4  | 1 | 17 | 20 | 65 | -45 |

Legenda:
      Promossa in Serie A 2011-2012
      Retrocessa in Serie C 2011-2012
Note:
Tre punti a vittoria, uno a pareggio, zero a sconfitta.
L'Olbia ha scontato 1 punto di penalizzazione.
Il Como 2000 è stato successivamente ammesso in Serie A 2010-2011 a completamento organico.
L'Olbia ha successivamente rinunciato all'iscrizione in Serie A2.

### Spareggio promozione
|           | Risultato |           | Luogo e data                                |  |
| --------- | --------- | --------- | ------------------------------------------- |  |
| Como 2000 | 0 - 1     | ACF Milan | Lissone (campo Pro Lissone), 22 maggio 2011 |  |
|           |           |           |                                             |  |

### Classifica marcatrici
| Gol |  |  | Giocatore          | Squadra                   |
| --- |  |  | ------------------ | ------------------------- |
| 21  |  |  | Katia Coppola      | Como 2000                 |
| 17  |  |  | Monica Carminati   | Como 2000                 |
| 16  |  |  | Romina Pinna       | Allservicesystem Oristano |
| 16  |  |  | Federica Laddaga   | Milan                     |
| 15  |  |  | Valentina Giacinti | Atalanta                  |
| 13  |  |  | Serena Coppolino   | Entella                   |
| 13  |  |  | Naila Ramera       | Atalanta                  |
| 10  |  |  | Valentina Velati   | Fiammamonza               |
| 10  |  |  | Teresina Marsico   | Tradate Abbiate           |
| 10  |  |  | Claudia Cuccu      | Olbia                     |

## Girone B

### Squadre partecipanti
| Club                            | Città               | Stagione 2009-2010      |
| ------------------------------- | ------------------- | ----------------------- |
| A.S.D. Enodoro Marsala          | Marsala             | 1º posto in Serie B/D   |
| A.S.D. Exto Schio 06            | Schio               | 1º posto in Serie B/B   |
| A.S.D. Fortitudo Mozzecane C.F. | Mozzecane           | 9º posto in Serie A2/A  |
| A.C.F.D. Graphistudio Pordenone | Pordenone           | 11º posto in Serie A2/A |
| A.F.D. Grifo Perugia            | Perugia             | 3º posto in Serie A2/B  |
| Imolese Femminile A.C.F.D.      | Imola               | 1º posto in Serie B/C   |
| A.S.D. Napoli C.F. e altro      | Napoli              | 4º posto in Serie A2/B  |
| A.S.D. Pink Sport Time          | Bari                | 2º posto in Serie B/D   |
| A.S.D. Riviera di Romagna       | Cervia              | 3º posto in Serie A2/A  |
| A.S.D. Siena C.F.               | Siena               | 6º posto in Serie A2/B  |
| A.S.D. Vicenza C.F.             | Vicenza             | 3º posto in Serie B/B   |
| A.S.D. Vis Francavilla Fontana  | Francavilla Fontana | 5º posto in Serie A2/B  |

### Classifica finale
|  | Pos. | Squadra              | Pt | G  | V  | N | P  | GF | GS | DR  |
|  | ---- | -------------------- | -- | -- | -- | - | -- | -- | -- | --- |
|  | 1.   | Riviera di Romagna   | 49 | 22 | 14 | 7 | 1  | 41 | 16 | +25 |
|  | 2.   | Napoli               | 46 | 22 | 14 | 4 | 4  | 47 | 21 | +26 |
|  | 3.   | Pordenone            | 43 | 22 | 13 | 4 | 5  | 50 | 22 | +28 |
|  | 4.   | Fortitudo Mozzecane  | 40 | 22 | 12 | 4 | 6  | 51 | 34 | +17 |
|  | 5.   | Grifo Perugia        | 33 | 22 | 8  | 9 | 5  | 36 | 27 | +11 |
|  | 5.   | Vicenza              | 33 | 22 | 9  | 6 | 7  | 30 | 26 | +4  |
|  | 7.   | Vis Francavilla F.   | 29 | 22 | 7  | 8 | 7  | 40 | 29 | +11 |
|  | 8.   | Siena                | 28 | 22 | 7  | 7 | 8  | 26 | 31 | -5  |
|  | 9.   | Imolese              | 22 | 22 | 5  | 7 | 10 | 28 | 43 | -15 |
|  | 10.  | Pink Sport Time      | 16 | 22 | 3  | 7 | 12 | 17 | 47 | -30 |
|  | 11.  | Exto Schio 06        | 14 | 22 | 3  | 5 | 14 | 32 | 53 | -21 |
|  | 12.  | Enodoro Marsala (-1) | 6  | 22 | 1  | 4 | 17 | 21 | 70 | -49 |

Legenda:
      Promossa in Serie A 2011-2012
      Retrocessa in Serie C 2011-2012
Note:
Tre punti a vittoria, uno a pareggio, zero a sconfitta.
L'Enodoro Marsala ha scontato 1 punto di penalizzazione.
La Vis Francavilla Fontana e l'Exto Schio 06 hanno successivamente rinunciato all'iscrizione in Serie A2.

### Classifica marcatrici
Fonte:
| Gol |  |  | Giocatore           | Squadra                 |
| --- |  |  | ------------------- | ----------------------- |
| 25  |  |  | Maria Caramia       | Vis Francavilla Fontana |
| 17  |  |  | Valeria Pirone      | Napoli                  |
| 16  |  |  | Deila Boni          | Fortitudo Mozzecane     |
| 14  |  |  | Jessica Migliorini  | Siena                   |
| 13  |  |  | Lisa Santacatterina | Exto Schio 06           |
| 11  |  |  | Antonella Paoletti  | Pordenone               |
| 10  |  |  | Fulvia Dulbecco     | Riviera di Romagna      |
| 10  |  |  | Fabiana Colasuonno  | Napoli                  |
| 10  |  |  | Rachele Perobello   | Fortitudo Mozzecane     |
| 10  |  |  | Lisa Faccioli       | Fortitudo Mozzecane     |
| 10  |  |  | Luigina Capalbo     | Riviera di Romagna      |